# Cordebugle
Cordebugle település Franciaországban, Calvados megyében. Lakosainak száma 163 fő (2022. január 1.). Cordebugle Courtonne-la-Meurdrac, Courtonne-les-Deux-Églises, Marolles és La Chapelle-Hareng községekkel határos.

## Népesség
A település népességének változása:
| Lakosok száma | 72   | 101  | 91   | 117  | 141  | 143  | 157  | 164  | 164  | 163  |
|               | 1968 | 1982 | 1999 | 2006 | 2011 | 2015 | 2017 | 2018 | 2020 | 2022 |